# Eneas (San Sebastián)
Eneas es un barrio ubicado en el municipio de San Sebastián en el estado libre asociado de Puerto Rico. En el Censo de 2010 tenía una población de 996 habitantes y una densidad poblacional de 153,15 personas por km².

## Geografía
Eneas se encuentra ubicado en las coordenadas 18°19′57″N 66°56′4″O / 18.33250, -66.93444. Según la Oficina del Censo de los Estados Unidos, Eneas tiene una superficie total de 6.5 km², que corresponden a tierra firme.

## Demografía
Según el censo de 2010, había 996 personas residiendo en Eneas. La densidad de población era de 153,15 hab./km². De los 996 habitantes, Eneas estaba compuesto por el 93.27% blancos, el 1.2% eran afroamericanos, el 3.92% eran de otras razas y el 1.61% pertenecían a dos o más razas. Del total de la población el 99.9% eran hispanos o latinos de cualquier raza.